# Ben Bag-Bag
Pour les articles homonymes, voir Bag.
Ben Bag-Bag (hébreu : בן בג בג, littéralement : fils de Bag-Bag) est un sage rabbinique et disciple de Hillel l'Ancien pendant la fin de la période des Zugot ou le début de la période tannaïtique. 
À l'exception d'une seule maxime citée à la fin de la Mishna Avot (Pirkei Avot chapitre 5), il n'est pas mentionné dans le corpus mishnique (bien qu'il soit mentionné plusieurs fois dans le Talmud, par exemple Pesahim 96a). Là, il dit : « tourne-la et retourne-la, car tout s’y trouve dedans. Viens t’apercevoir (de la vérité), étudie la jusque dans tes vieux jours. Ne t’écarte pas d’elle, car il n’existe pas de meilleure vertu qu’elle. »  Cette maxime est suivie par celle d'un autre sage, Ben Hai-Hai (Hébreu : בן הא הא). Certains considèrent que Ben Bag-Bag et Ben Hai-Hai sont en fait la même personne.
Une tradition rapportée par Tosefot dans Chagigah 9b raconte que ben Bag-Bag et ben Hai-Hai étaient tous deux des convertis au judaïsme ( gerim ). Certains spéculent que leurs noms inhabituels cachaient la véritable identité des gerim persécutés par les autorités romaines pendant l'occupation romaine de la Terre d'Israël. Une autre tradition rabbinique soutient que ben Bag-Bag était la personne (parfois décrite comme un soldat romain) qui, dans un conte de Shammaï et Hillel, demande aux sages de lui enseigner toute la Torah en se tenant debout sur un pied.
Certains identifieraient également ben Bag-Bag avec Yoḥanan ben Bag-Bag, un tanna mentionné dans Kiddushin 10b. Un tanna du nom de ben Bag Bag apparaît plusieurs autres fois dans le Talmud, et les érudits l'identifient comme étant le même Yochanan ben Bag Bag.